# Инсбрук (Вирџинија)
Инсбрук (енгл. Innsbrook) насељено је место без административног статуса у америчкој савезној држави Вирџинија.

## Демографија
По попису из 2010. године број становника је 7.753.
| Група             | 2000.    | 2010.         |
| Белци             | 0 (0,0%) | 4.687 (60,5%) |
| Афроамериканци    | 0 (0,0%) | 880 (11,4%)   |
| Азијати           | 0 (0,0%) | 1.713 (22,1%) |
| Хиспаноамериканци | 0 (0,0%) | 298 (3,8%)    |
| Укупно            | 0        | 7.753         |